# Стейт-Колледж (Пенсильвания)
Стейт-Колледж  (англ. State College) — университетский город, в округе Сентер штата Пенсильвания, США. В экономике и демографии города определяющую роль играет Университет штата Пенсильвания, с кампусом Юниверсити-Парк. Агломерацию в которую входит Стейт-Колледж называют «Счастливая долина» (англ. Happy Valley) и «Страна львов» (англ. Lion Country).  

## История
В 1855 году на территории штата Пенсильвания была основана Средняя школа фермеров, которая в дальнейшем была преобразована в Пенсильванский государственный колледж. В связи с чем в 1896 году был основан Стейт-Колледж, как город обслуживающий потребностей колледжа. 
В 1973 году Стейт-Колледж принял хартию самоуправления, которая вступила в силу в 1976 году.
Когда в 1953 году администрация штата Пенсильвания преобразовал колледж в университет, его президент Милтон Эйзенхауэр попытался убедить городские власти изменить название города. Население, на референдуме, не поддержало идею переименования города. 

## Физико-географическая характеристика

### География
Стейт-Колледж расположен на высоте примерно 370 метров над уровнем моря и имеет общую площадь 12 км2.  Находится примерно на 40° северной широты и 77° западной долготы.
Город окружен большими участками сельскохозяйственных угодий, а также обширными хребтами и лесами Аппалачей. Из-за своего расположения Стейт-Колледж подвержен частым дождям и снегопадам. 

### Климат
По классификации климата Кёппена, климат Стейт-Колледжа имеет влажный континентальный климат. 
Зимой температура в среднем -2,7 °C с нередкими отклонениями от нормы. Почти каждой зимой выпадает снег.  Лето в Стейт-Колледже умеренное, средняя температура 22,3 °C. Годовое количество осадков составляет в среднем 105 см, а годовой снегопад в среднем составляет 111 см. 
Самая низкая зарегистрированная температура была 10 февраля 1899 года и составляла -29 °C, а самая высокая зарегистрирована 17 июля 1988 года и составила 39 °C. 
Погода сильно зависит от топологии гор и долин в районе. Окружающие горы вызывают значительно более низкие температуры зимой чем в остальной части штата.  
| Показатель                                                                | Янв. | Фев. | Март | Апр. | Май  | Июнь | Июль | Авг. | Сен. | Окт. | Нояб. | Дек. | Год  |
| ------------------------------------------------------------------------- | ---- | ---- | ---- | ---- | ---- | ---- | ---- | ---- | ---- | ---- | ----- | ---- | ---- |
| Абсолютный максимум, °C                                                   | 22,0 | 23,0 | 30,0 | 34,0 | 34,0 | 36,0 | 39,0 | 38,0 | 37,0 | 32,0 | 27,0  | 22,0 | 39,0 |
| Средний суточный максимум, °C                                             | 1,1  | 2,7  | 7,6  | 15,1 | 20,8 | 25,0 | 27,3 | 26,3 | 22,4 | 15,9 | 9,3   | 3,6  | 14,7 |
| Средняя температура, °C                                                   | −2,7 | −1,6 | 2,8  | 9,6  | 15,4 | 20,1 | 22,3 | 21,3 | 17,3 | 11,1 | 5,1   | 0,1  | 10,1 |
| Средний суточный минимум, °C                                              | −6,4 | −5,8 | −2,1 | 4,1  | 10,2 | 15,2 | 17,4 | 16,4 | 12,3 | 6,1  | 0,8   | −3,3 | 5,4  |
| Абсолютный минимум, °C                                                    | −28  | −29  | −23  | −17  | −3   | 1,0  | 4,0  | −1   | −2   | −9   | −17   | −25  | −29  |
| Норма осадков, мм                                                         | 74   | 62   | 86   | 89   | 92   | 104  | 96   | 106  | 100  | 88   | 76    | 81   | 1055 |
| Источник: Национальное управление океанических и атмосферных исследований |      |      |      |      |      |      |      |      |      |      |       |      |      |

## Демография
| Год  | Численность | Численность |
| ---- | ----------- | ----------- |
| 1900 | 851         |             |
| 1910 | 1425        |             |
| 1920 | 2405        |             |
| 1930 | 4450        |             |
| 1940 | 6226        |             |
| 1950 | 17 227      |             |
| 1960 | 22 409      |             |
| 1970 | 32 833      |             |
| 1980 | 36 130      |             |
| 1990 | 38 923      |             |
| 2000 | 38 420      |             |
| 2010 | 42 034      | [ 9 ]       |
| 2020 | 40 501      |             |

По возрастным диапазоном населения распределялось следующим образом: 5,1% — лица моложе 18 лет, 90,2% —  лица в возрасте 18—64 лет, 4,7% —  лица в возрасте 65 лет и старше. Медиана возраста жителя составляла 21,5 года. На 100 лиц женского пола приходится 117,2 мужчин.
| Этнические группы Стейт-Колледжа | Этнические группы Стейт-Колледжа | Этнические группы Стейт-Колледжа | Этнические группы Стейт-Колледжа | Этнические группы Стейт-Колледжа |
| -------------------------------- | -------------------------------- | -------------------------------- | -------------------------------- | -------------------------------- |
| белые                            |                                  |                                  | 83.2 %                           |                                  |
| азиаты                           |                                  |                                  | 9.8 %                            |                                  |
| афроамериканцы                   |                                  |                                  | 3.8 %                            |                                  |
| прочие группы                    |                                  |                                  | 1.0 %                            |                                  |
| коренные американцы              |                                  |                                  | 0.2 %                            |                                  |

Гражданское трудоустроеное население составляло 16 884 человека. Основные области занятости: образование, здравоохранение и социальная работа — 44,6%, искусство, развлечения и отдых — 20,4%, розничная торговля — 9,4%, менеджеры — 7,4%. 
Средний доход на одно домашнее хозяйство составляет 51 721 долларов США (медиана – 29 450), а средний доход на одну семью – 104 186 долларов (медиана – 73 276). Медиана доходов составляет 38 553 доллара для мужчин и 32 825 долларов для женщин. 

## Власть

### Муниципальная власть

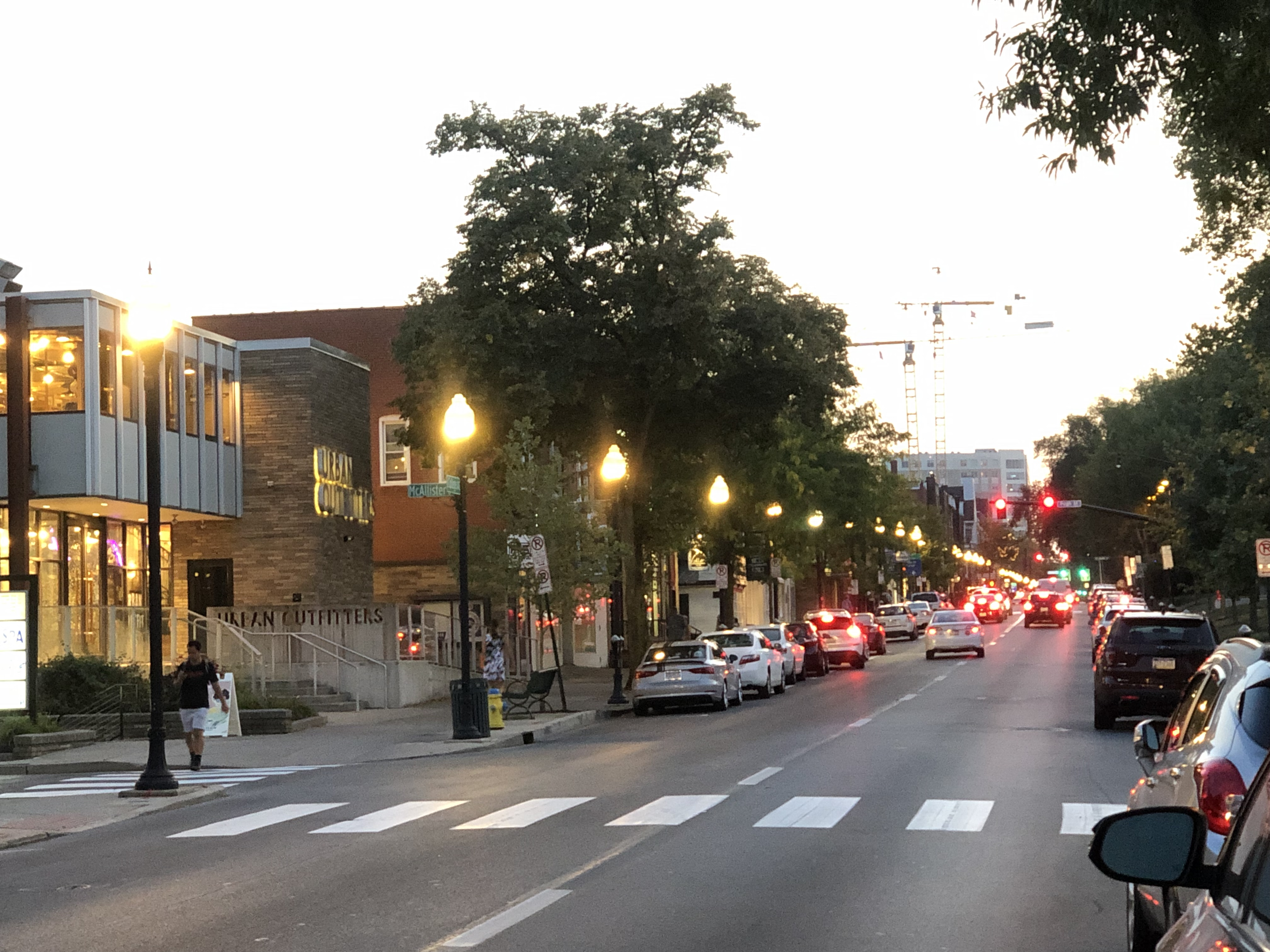
Центр Стейт-Колледжа

Стейт-Колледж имеет сильную систему управления мэром, в которой мэр (избираемый каждый четвёртый год) имеет обширную исполнительную власть. На местном уровне правительством округа управляют следующие выборные должностные лица:  
- Мэр: Рональд Филиппелли (временно исполняющий обязанности);
- Президент Совета: Эван А. Майерс;
- Члены совета.

### Региональная власть
Представителем в Сенате Пенсильвании является республиканец Джейк Корман, а демократ Скотт Конклин является представителем в Палате представителей Пенсильвании.

### Федеральная власть
Стейт-Колледж находится в 12-м избирательном округе Пенсильвании по выборам в Конгресс. Представитель в Конгрессе республиканец Фред Келлер.

### Судебная власть
Судебная система Стейт-Колледжа состоит из районных судов общей юрисдикции и разделена следующим образом:   
- Округ 49-1-01, окружной судья Кармине В. Престиа;
- Округ 49-2-01, окружной судья Кейси Макклейн;
- Округ 49-3-02, окружной судья Келли Джиллетт-Уокер;
- Округ 49-3-03, окружной судья Аллен Синклер;
- Округ 49-3-04, окружной судья Томас Джордан;
- Округ 49-3-05, окружной судья Стивен Ф. Лахман.

Вышестоящие суды расположены в Беллефонт, Пенсильвания.

## Транспорт

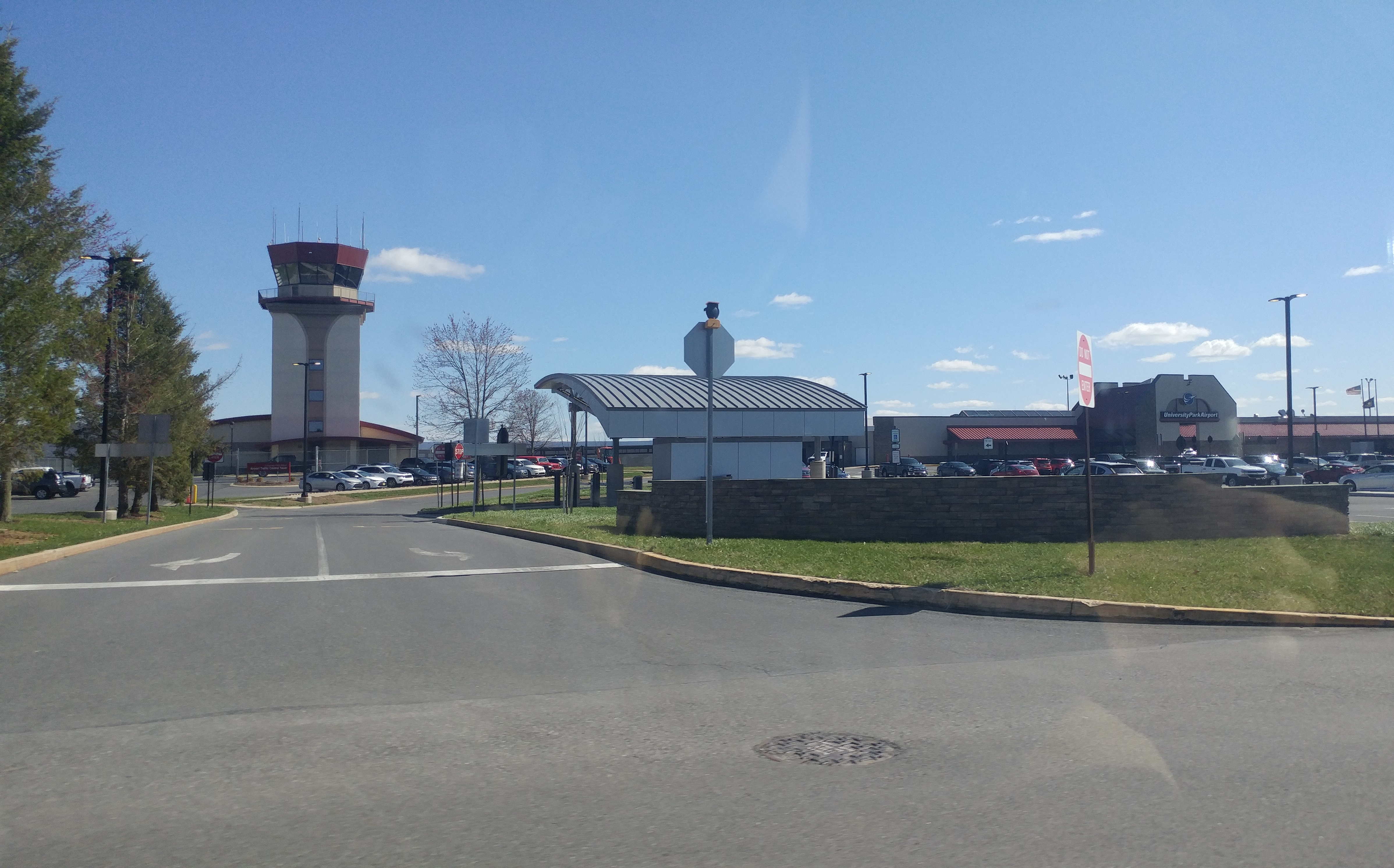
Аэропорт Юниверсити-Парк

Город обслуживается Аэропортом Юниверсити-Парк (ИАТА: SCE, ИКАО: KUNV, ФАА: UNV) с годовым пассажирооборотом 379 100 человек (2019 год). Регулярные рейсы выполняются в несколько городов США. Наиболее загруженные внутренние направления: Чикаго, Вашингтон, Детройт, Филадельфия. 
Стейт-Колледж расположен на пересечении межштатной автомагистрали I-99/US Route 220 и US Route 322.  Шоссе I-99/US 220 направляется на север к развязке с межштатной автомагистралью I-80 и на юг в сторону Алтуны . US 322 направляется на запад вместе с I-99/US 220 и на восток в сторону Гаррисберга . 
Междугородние автобусные перевозки осуществляются в Нью-Йорк, Филадельфию, Питтсбург и другие пункты по всему штату. Автовокзал расположен рядом с центром города и кампусом университета. 
В Стейт-Колледже отсутствует железнодорожная станция, а ближайшие расположены в Тайроне, Хантингдоне и Льюистауне.

Система общественного транспорта в городе довольно легая, курсируют рейсовые автобусы. Стейт-Колледж известен в США своим удобством для пешеходов. Около 10 % жителей добираются до работы пешком.  

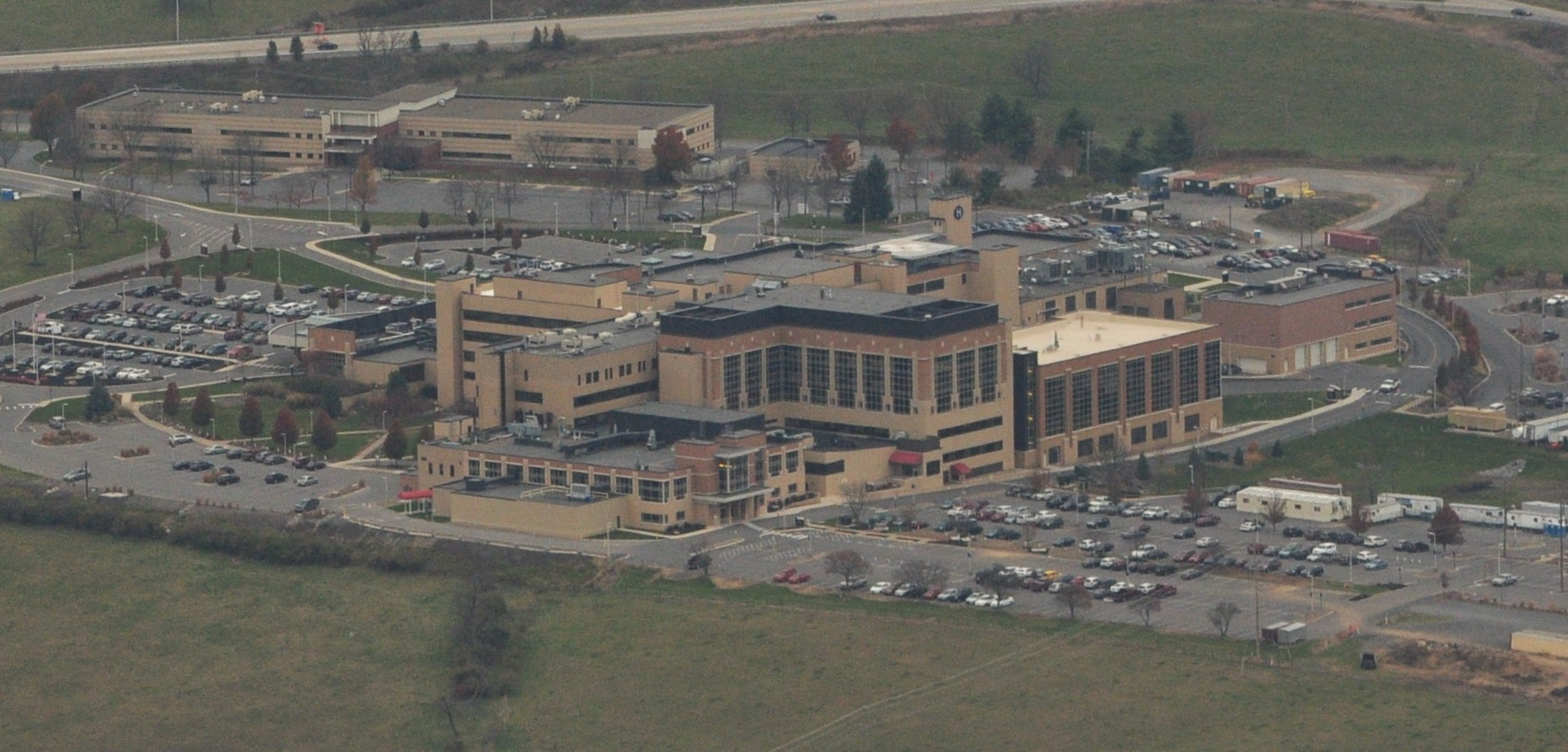
Медицинский центр Маунт-Ниттани

## Здравоохранение
В городе расположен Медицинский центр Маунт-Ниттани , рассчитанный на 260 коек и предлагающий неотложную, медицинскую, хирургическую, диагностическую и общественную помощь. 
Кроме того, в университете существует развитая медицинская служба, оказывающая медицинскую помощь студентам и преподавателям. 

## Спорт
В связи с тем, что Стейт-Колледж является университетским городом, в нем очень хорошо развита спортивная инфраструктура. В городе есть множество стадионов и игровых площадок, в том числе и один из крупнейших в стране стадионов для игры в американский футбол «Бивер» (англ. Beaver), вмещающий в себя более 100 000 болельщиков и являющийся домашним стадионом для команды «Пенн Стэйт Ниттани Лайонс» (англ. Penn State Nittany Lions).

## Искусство и культура
Фестиваль искусств Центральной Пенсильвании, проводится в центре города каждый июль. В пятидневном фестивале принимают участие артисты со всей страны, и его посещают более 125 000 человек. Улицы перекрыты и заставлены киосками, где люди могут купить картины, глиняную посуду, украшения и другие товары ручной работы. Проходит множество музыкальных представлений и спектаклей. 
Каждый февраль в кампусе университета, с целью сбора денег для благотворительного фонда проводится танцевальный марафон, обычно называемый THON, который представляет собой 46-часовой танцевальный марафон.
Некоторые из других популярных ежегодных мероприятий в этом районе включают «First Night State College», празднование Нового года с резными ледяными скульптурами и музыкальными представлениями.